# 윤은보
윤은보(尹殷輔, 1468년 ~ 1544년)는 조선의 문신이다. 자는 상경(商卿), 시호는 정성(靖成), 본관은 해평(海平)이다.

## 일생
1494년, 별시 문과에 병과로 급제하여 승문원검교에 임명되었고 1497년, 사관으로 승진하였으나 신위판을 실수로 떨어트려 장을 맞고 유배되었다가 1498년, 다시 지평, 장령, 집의를 지내고 정언까지 지냈으며 1506년, 춘추관편수관으로 <<연산군일기>>의 편찬에 참가하고 1509년, 대마도 경차관으로 임명되고 1510년, 삼포왜란이 일어나자 이를 진압했으며 1513년, 경상도 암행어사로 나가서 경상도의 방수 문제를 점검하고 이어서 직제학, 부제학, 대사간을 역임하고 1519년, 이조참판으로 반정공신의 녹훈 개정을 주장했으며 1521년, 대사헌으로 사은사가 되어 명나라에 다녀왔다. 이어 병조참판, 예조참판을 역임하고 1521년, 공조판서로 강원도 양전순찰사로 파견되었으며 이어 예조판서, 대사헌, 이조판서, 평안도관찰사를 거쳐 1529년, 지중추부사로 주청사가 되어 명나라에 다녀왔다. 이어 대사헌과 병조판서, 호조판서를 거쳐 우찬성, 좌찬성을 역임하고 우의정, 좌의정, 영의정을 역임하고 1543년, 기로소로 들어갔다.
1591년(선조 24) 광국원종공신 2등에 추서되었다.

## 가족 관계
- 고조부 : 윤사수(尹思修)
  - 증조부 : 윤처성(尹處誠)
    - 조부 : 윤면(尹沔)
    - 조모 : 이효례(李孝禮)의 딸
      - 백부 : 윤화(尹華)
      - 중부 : 윤진(尹秦)
      - 아버지 : 윤훤(尹萱)

    - 외조부 : 김모(金模)
      - 어머니 : 부안 김씨
        - 동생 : 윤은필(尹殷弼)
          - 조카 : 윤홍언(尹弘彦)

        - 동생 : 윤은좌(尹殷佐)
        - 동생 : 숙의 윤씨
        - 본처 : 송거(宋琚)의 딸
          - 장녀 : 윤씨

        - 후처 : 양성 이씨 - 이원정(李元禎)의 딸 : 효령대군의 차남 서원군(瑞原君)의 외증손녀 
          - 차녀 : 윤가시(尹加屎, 1503 ~ ?)
          - 양자 : 윤정언(尹貞彦) - 생부 : 윤은필(尹殷弼)

## 미디어에서
- 여인천하 - 강만희